# Rozas de Puerto Real
Rozas de Puerto Real ist eine zentralspanische Gemeinde (municipio) mit 580 Einwohnern (Stand: 2024) im Westen der Autonomen Gemeinschaft Madrid. 

## Lage
Rozas de Puerto Real liegt im Westen der Gemeinschaft Madrid ca. 70 km westsüdwestlich von Madrid. Im Gemeindegebiet liegt der Stausee Embalse de los Morales. 

## Bevölkerungsentwicklung
| 1930 | 1950 | 1970 | 1981 | 1991 | 2001 | 2011 | 2021 |
| ---- | ---- | ---- | ---- | ---- | ---- | ---- | ---- |
| 696  | 620  | 429  | 422  | 337  | 321  | 466  | 590  |

## Sehenswürdigkeiten

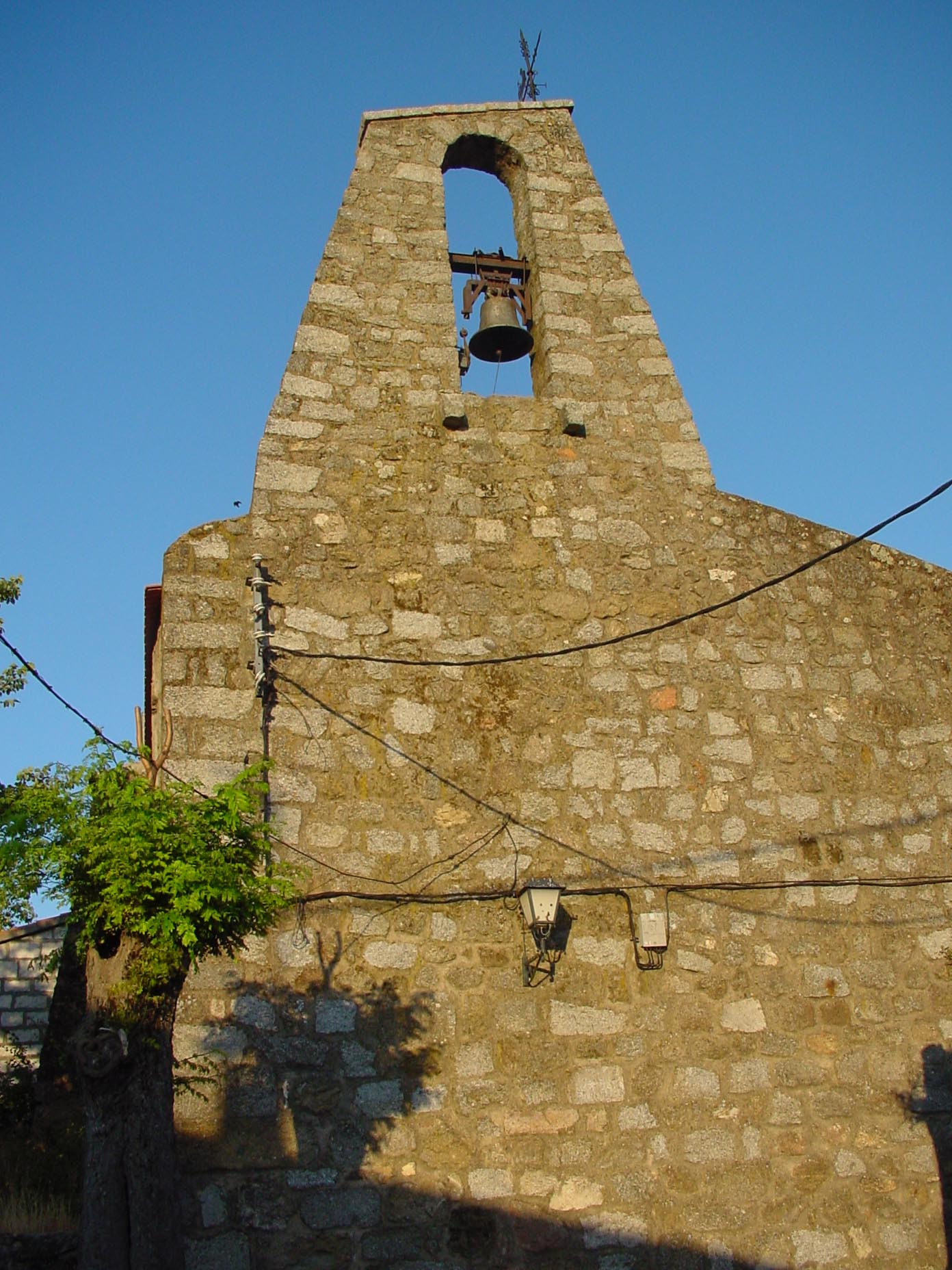
Kirche
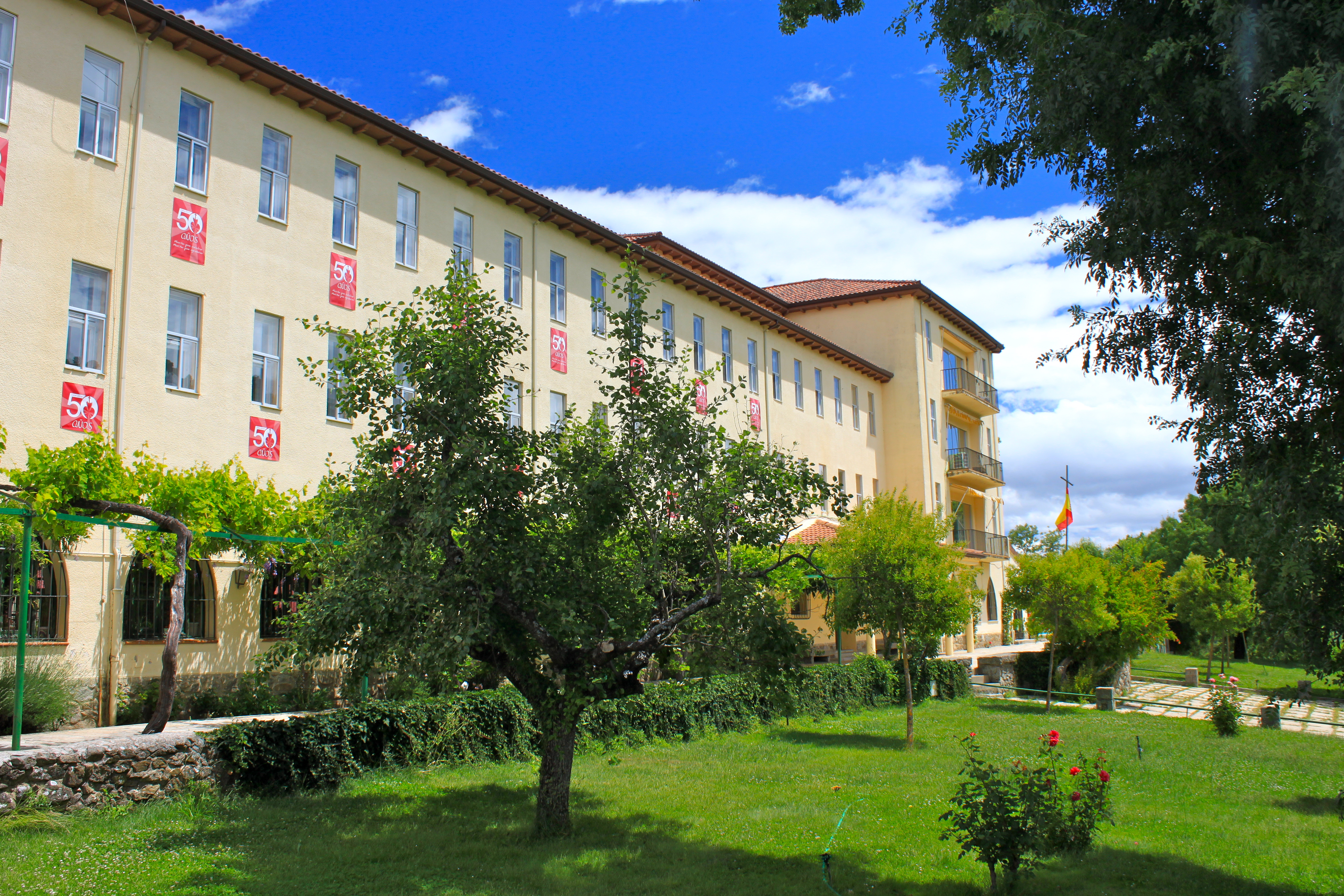
Erzbischöfliches Seminar von Rozas
- Rathaus

- Kirche
- Erzbischöfliches Seminar